# Nyctimene draconilla
Nyctimene draconilla — вид рукокрилих, родини Криланових, який належить до родини криланових (Pteropodidae), відомий також як трубконісий фруктовий кажан. Вперше цей вид був описаний науковцями завдяки зоологічним дослідженням, проведеним у Південно-Східній Азії, де й виявлено цю унікальну тварину.

### Відкриття виду Nyctimene draconilla
1. Контекст відкриття: Вид був виявлений у ході зоологічних досліджень, спрямованих на вивчення біорізноманіття Південно-Східної Азії, зокрема в тропічних лісах Індонезії та сусідніх островів. Ці регіони відомі своєю багатою фауною, що включає велику кількість ендемічних видів, зокрема рукокрилих.
2. Зоологічні дослідження: Перші зразки Nyctimene draconilla були зібрані експедиціями, які проводили систематичне дослідження місцевих видів кажанів. У процесі польових досліджень вчені звернули увагу на унікальні морфологічні особливості цього кажана, що відрізняли його від інших представників роду Nyctimene.
3. Опис виду: Виявивши новий вид, науковці описали його на основі детальних морфологічних аналізів, які включали вивчення черепа, зубної системи, крила, а також інших анатомічних характеристик. Особливістю виду є наявність трубкоподібних ніздрів, що направлені вперед, чим Nyctimene draconilla відрізняється від інших криланових. Опис було опубліковано в наукових журналах, що спеціалізуються на дослідженнях ссавців.
4. Екологічні аспекти: Nyctimene draconilla — це фруктовий кажан, який харчується переважно фруктами, відіграючи важливу роль у розповсюдженні насіння та підтриманні екосистеми тропічних лісів. Кажан є нічним створінням, яке активно шукає їжу в темний час доби.
5. Збереження та дослідження: Після відкриття цього виду почалися додаткові дослідження його екології, поведінки та стану популяції. Як і багато інших тропічних видів, Nyctimene draconilla може бути вразливим до змін середовища існування через вирубку лісів та інші антропогенні впливи. Збереження цього виду є важливим завданням для підтримки біорізноманіття тропічних лісів.

Nyctimene draconilla є прикладом унікальної різноманітності світу рукокрилих і свідченням того, наскільки важливими є зоологічні дослідження для розуміння й збереження природного багатства нашої планети.

## Середовище проживання
Країни поширення: Індонезія, Папуа Нова Гвінея. Висота проживання: від рівня моря до 100 м над рівнем моря. Усі записи цього виду були пов'язані з прісноводними болотами і ріками.